# TK Kurhaus Aachen
Der Tennis-Klub Kurhaus Bad Aachen 1890/1932 e. V. (kurz: TK Kurhaus Aachen) ist ein reiner Tennisverein in Aachen, der im Jahre 1890 als Lawn Tennisclub von ortsansässigen Tuchfabrikanten gegründet wurde und damit einer der ältesten seiner Art in Deutschland ist. Die heutige Clubanlage liegt im Aachener Stadtgarten in direkter Nachbarschaft zu den Carolus Thermen, zum Neuen Kurhaus und zum Quellenhof-Hotel. Auf sechs Plätzen tragen die Herrenmannschaft in der Tennis-Bundesliga sowie die weiteren Mannschaften des Vereins ihre Heimspiele aus.

## Geschichte
In den ersten Jahrzehnten mussten sich die Mitglieder des Lawn-Tennisclubs mit einer kleinen Sportanlage in der Aachener Reumontstraße begnügen und erst 1924 erhielten sie von der Stadtverwaltung Aachen die Genehmigung, die als öffentliche Anlage neu erbauten Tennisplätze im Stadtgarten mitbenutzen zu dürfen. Da lediglich 20 bis 25 Spieler noch keinen Verein, sondern lediglich eine Tennisgemeinschaft bildeten, war es zudem nicht möglich, zu Mannschaftsturnieren zugelassen zu werden. Daraufhin gründeten 36 tennisbegeisterte Bürger im Jahr 1932 den Tennisclub Kurhaus Bad Aachen 1932 e. V. und erhielten von der Stadt Aachen einen Erbbaurechtsvertrag zur Nutzung der Tennisanlage im Stadtgarten bis zum Jahr 2000. Vier Jahre später wurde der bis dahin noch bestehende Lawn Tennisclub aufgelöst, und alle Mitglieder traten in dem TK Kurhaus ein. Dies begründet die Aufnahme der Jahreszahl 1890 im Namen des Vereins. In den nächsten Jahren wurde die Tennisanlage vergrößert, so dass auch internationale Turniere vor bis zu 800 Zuschauern stattfinden konnten.
Während des Zweiten Weltkrieges ruhte der Sportbetrieb und erst 1953 fand wieder ein Länderkampf mit 11 Nationen statt. Bekannteste Sportler, die in diesen Jahren in Aachen aufschlugen, waren unter anderem Henner Henkel, Gottfried von Cramm und Fred Perry. Zwischen 1968 und 1971 wurde das Clubhaus neu errichtet und in den 1980er-Jahren infolge des Tennisbooms jener Zeit auf zwei Plätzen eine Traglufthalle für die Winterperiode installiert. Nach dem Ende der Karriere von Boris Becker und Steffi Graf ließ auch in Aachen das Interesse an Tennis nach und der Verein schrumpfte auf unter 200 Mitglieder. Dennoch konnte mittels Unterstützung durch Sponsoren der Verein kontinuierlich weiterentwickelt und auf derzeit rund 390 Mitglieder stabilisiert und zudem eine Herrenmannschaft für die Bundesliga angemeldet werden. Neben dieser Bundesligamannschaft tritt der TK Kurhaus mit einer Damen und zwei weiteren Herrenmannschaften sowie mit den Altersklassen Mädchen, Juniorinnen, Knaben, Junioren, Damen 30 und Herren 30 und 40 in unterschiedlichen Ligen an.

## TK Kurhaus Lambertz Aachen
Die nach dem Hauptsponsor Lambertz-Gruppe benannte 1. Herrenmannschaft nahm nach dem Aufstieg in die 2. Bundesliga West im Jahr 1995 ab 1999 an der Aufstiegsrunde zur 1. Bundesliga teil. 2000 qualifizierte sie sich für die neu geschaffene 2. Liga Nord.
2003 erfolgte dann der Aufstieg in die 1. Bundesliga. 2004 kam der TK ins Halbfinale, 2005 war er Deutscher Vizemeister und 2008 Deutscher Mannschaftsmeister. In der Saison 2009 wurde der Meistertitel verteidigt. Nach einem vierten Platz im Jahr 2010 konnte sowohl 2011 und 2012 als auch erneut im Jahr 2013 der Meistertitel gefeiert werden. In den Jahren 2014 und 2015 gewann der TK Kurhaus Aachen jeweils die Vizemeisterschaft und erreichte 2016 den 4. Platz sowie 2017 den 3. Platz. In der Tennis-Saison 2018 konnte erst am letzten Spieltag der Klassenerhalt gehalten werden. Im Folgejahr konnte sich die Mannschaft wieder in der Tabelle stabilisieren und erreichte den 4. Platz und konnte dies 2020 mit dem dritten Platz noch einmal steigern. Dagegen reichte es im Spieljahr 2021 nur zum siebten und in den Jahren 2023 und 2023 jeweils zu einem fünften Platz. In der Saison 2024 schaffte der TK Kurhaus mit dem dritten Platz wiederum einen Prestigeerfolg, der in der Saison 2025 mit dem zweiten Platz und der Vizemeisterschaft erneut getoppt werden konnte.

### Aktueller Kader 1. Herrenmannschaft

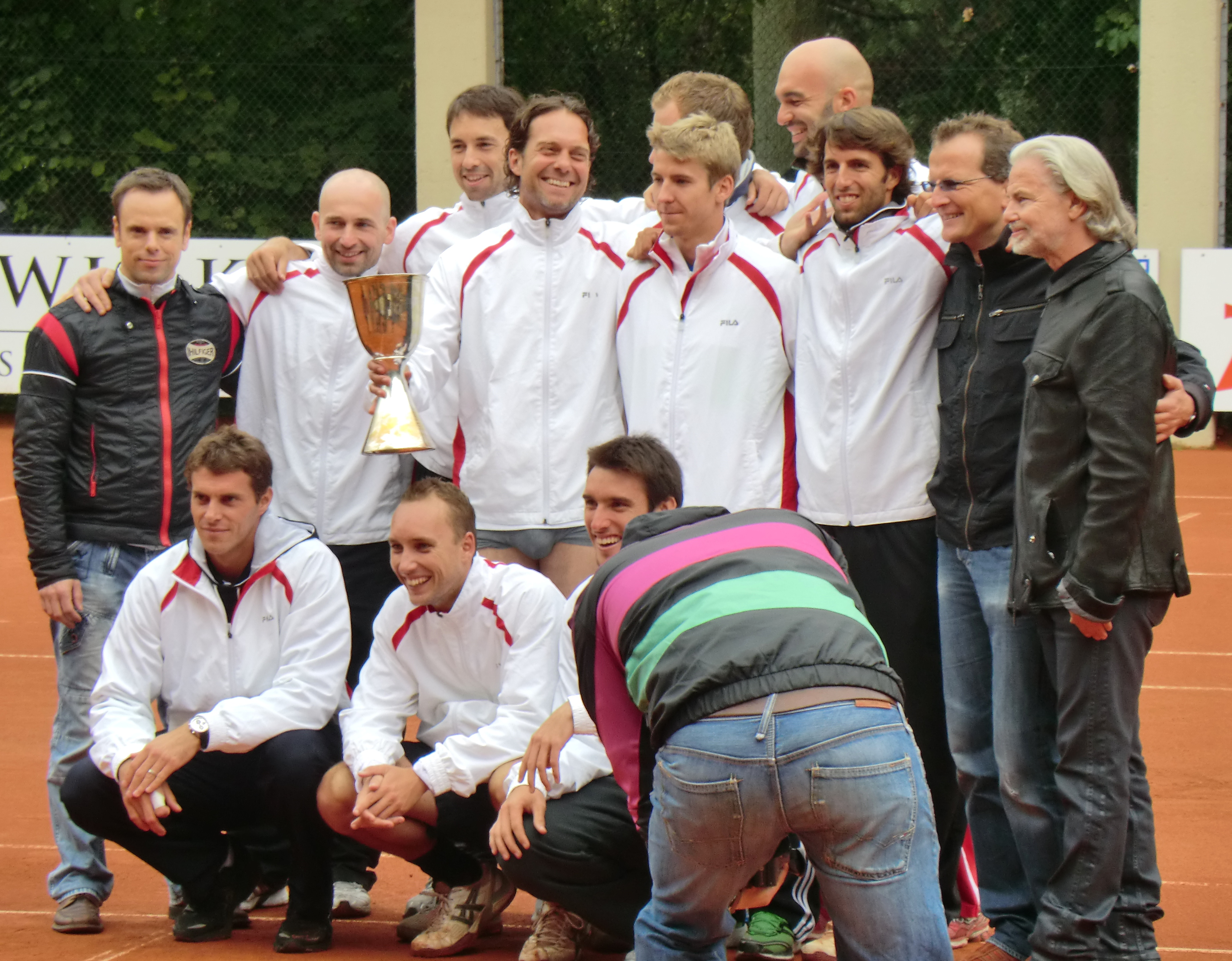
Die Meistermannschaft 2011

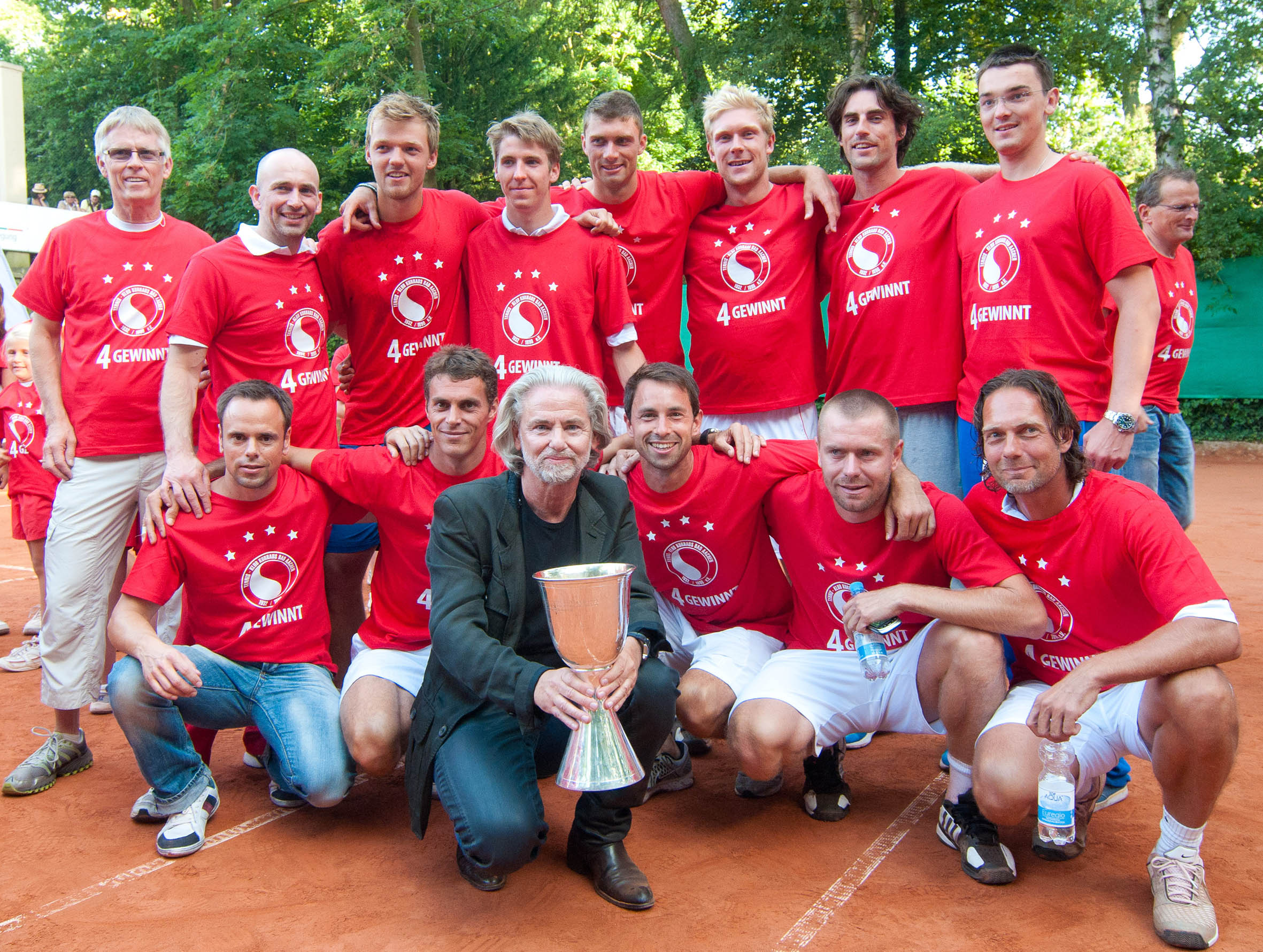
Die Meistermannschaft 2012

| Position    | Spieler                 | Geburtsdatum  |
| 1           | Flavio Cobolli          | 2002          |
| 2           | Federico Coria          | 1992          |
| 3           | Valentin Vacherot       | 1998          |
| 4           | Vít Kopřiva             | 1997          |
| 5           | Francesco Passaro       | 2001          |
| 6           | Roman Andres Burruchaga | 2002          |
| 7           | Benjamin Hassan         | 1995          |
| 8           | Quentin Halys           | 1996          |
| 9           | Francesco Maestrelli    | 2002          |
| 10          | Dino Prizmic            | 2005          |
| 11          | Timofei Skatow          | 2001          |
| 12          | João Sousa              | 1989          |
| 13          | Gianluca Mager          | 1994          |
| 14          | Carlos Taberner         | 1997          |
| 15          | Skander Mansouri        | 1995          |
| 16          | Romain Arneodo          | 1992          |
| 17          | Hugo Nys                | 1991          |
| 18          | Nils Langer             | 1990          |
| Cheftrainer | Dominik Meffert         | 9. Apr. 1981  |
| Teamchef    | Alexander Legsding      | 26. Jan. 1964 |